# Institut Jaques-Dalcroze (Genève)
 (mars 2023).
La mise en forme du texte ne suit pas les recommandations de Wikipédia : il faut le « wikifier ».
Les points d'amélioration suivants sont les cas les plus fréquents. Le détail des points à revoir est peut-être précisé sur la page de discussion.
- Les titres sont pré-formatés par le logiciel. Ils ne sont ni en capitales, ni en gras.
- Le texte ne doit pas être écrit en capitales (les noms de famille non plus), ni en gras, ni en italique, ni en « petit »…
- Le gras n'est utilisé que pour surligner le titre de l'article dans l'introduction, une seule fois.
- L'italique est rarement utilisé : mots en langue étrangère, titres d'œuvres, noms de bateaux, etc.
- Les citations ne sont pas en italique mais en corps de texte normal. Elles sont entourées par des guillemets français : « et ».
- Les listes à puces sont à éviter, des paragraphes rédigés étant largement préférés. Les tableaux sont à réserver à la présentation de données structurées (résultats, etc.).
- Les appels de note de bas de page (petits chiffres en exposant, introduits par l'outil «  Source ») sont à placer entre la fin de phrase et le point final[comme ça].
- Les liens internes (vers d'autres articles de Wikipédia) sont à choisir avec parcimonie. Créez des liens vers des articles approfondissant le sujet. Les termes génériques sans rapport avec le sujet sont à éviter, ainsi que les répétitions de liens vers un même terme.
- Les liens externes sont à placer uniquement dans une section « Liens externes », à la fin de l'article. Ces liens sont à choisir avec parcimonie suivant les règles définies. Si un lien sert de source à l'article, son insertion dans le texte est à faire par les notes de bas de page.
- La présentation des références doit suivre les conventions bibliographiques. Il est recommandé d'utiliser les modèles {{Ouvrage}}, {{Chapitre}}, {{Article}}, {{Lien web}} et/ou {{Bibliographie}}. Le mode d'édition visuel peut mettre en forme automatiquement les références.
- Insérer une infobox (cadre d'informations à droite) n'est pas obligatoire pour parachever la mise en page.

Pour une aide détaillée, merci de consulter Aide:Wikification.
Si vous pensez que ces points ont été résolus, vous pouvez retirer ce bandeau et améliorer la mise en forme d'un autre article.
Pour les articles homonymes, voir IJD.
L'Institut Jaques-Dalcroze (IJD) de Genève est une école de musique suisse.

## Présentation
L'Institut Jaques-Dalcroze a été créé en 1915 à Genève par le compositeur et pédagogue suisse Émile Jaques-Dalcroze. Depuis, il n'a cessé d'être le centre international de la pédagogie active et artistique qui porte son nom et dont il est le garant par testament du fondateur ; il dispense en effet aux enfants, adultes amateurs et étudiants une formation musicale fondée sur la Rythmique Jaques-Dalcroze, méthode interactive qui met en relation les mouvements naturels du corps, les rythmes artistiques de la musique et les capacités d'imagination et de réflexion. En particulier, l'improvisation fait partie intégrante de son enseignement, à tous les niveaux. Il est notamment connu pour son enseignement de l'improvisation au piano[source insuffisante].
En 2023, il existe un autre Institut Jaques-Dalcroze à Bruxelles et des écoles Jaques-Dalcroze dans plus de vingt pays dans le monde, en Europe comme aux États-Unis, au Canada, en Australie ou au Japon. Celle de Genève est la seule à délivrer le diplôme supérieur de la méthode Jaques-Dalcroze[source secondaire souhaitée].

## Étudiants célèbres
- Aurora Bertrana (1892-1974) rejoint en 1923 l'Institut Jaques-Dalcroze de Genève[6]
- Marie Rambert[7]
- Marcelle Moynier[8]
- Jarmila Kröschlová
- Rebekah Harkness
- Lujo Davičo (1908-1942), membre juif de la résistance antifasciste yougoslave[9]

## Professeurs célèbres

Frank Martin en 1959.

- Frank Martin[10]
- Marcelle Moynier